# Хобартова чудеса
Хобартова чудеса (енгл. Hobart's Funnies) је био назив за неколико типова модификованих тенкова из Другог светског рата које је користила британска 79. оклопна дивизија и Краљевски инжењери. Ови тенкови су дизајнирани да реше проблем који су стандардни тенкови имали током напада на Дијеп, тако нови модели буду способни да превазиђу ове проблеме за планирану инвазију Нормандије. Ови тенкови су играли важну улогу на плажама на које су се искрцале снаге Комонвелта. Хобартова чудеса се сматрају претходницима данашњих борбених инжењеријских возила. Назив су добила по заповеднику 79. оклопне дивизије, генерал мајору Персију Хобарту.
Најчешћи типови тенкова коришћених за модификације су били Черчил и Шерман. Обе врсте тенкова Британци су поседовали у великом броју. Черчил је коришћен због својих добрих карактеристика по неравном терену, јаком оклопу и пространој унутрашњости, док је главна карактеристика Шермана била поузданост.

## Галерија
- Черчил Крокодајл, тенк са бацачем пламена
- Амфибијски ДД тенк (М4 Шерман)
- AVRE тенк са минобацачем и калемом за прелаз преко меканог терена (Черчил)
- Чистач мина (М4 Шерман)
- Амфибијско BARV возило за извлачење тенкова из воде